# アブソルートリー・ライヴ (ロッド・スチュワートのアルバム)
『アブソルートリー・ライヴ』(Absolutely Live)は、ロッド・スチュワートが1982年に発表したライブ・アルバム。ソロ名義では初のライブ・アルバムで、LPは2枚組、CDは1枚で発売された。

## 解説
LPおよびカセットは「グレイト・プリテンダー」と「想いつづけて」を含む19曲入りだったが、これら2曲はCDでは外された。
「ストリッパー」は、ロッド・スチュワートの曲ではなくイントロダクションで流されたインストゥルメンタルで、デヴィッド・ローズ・オーケストラの演奏が使用された。「ロック・マイ・プリムソウル」はジェフ・ベック・グループ時代に歌唱した曲。「ステイ・ウィズ・ミー」はフェイセズとして発表された曲で、この曲にはキム・カーンズとティナ・ターナーが参加している。

## 収録曲

### LP

#### Side A
1. ストリッパー - The Stripper (David Rose)
2. トゥナイト・アイム・ユアーズ - Tonight I'm Yours (Rod Stewart, Jim Cregan, Kevin Savigar)
3. スウィート・リトル・ロックン・ローラー - Sweet Little Rock and Roller (Chuck Berry)
4. ホット・レッグス - Hot Legs (R. Stewart)
5. 今夜きめよう - Tonight's the Night (Gonna Be Alright) (R. Stewart)
6. グレイト・プリテンダー - The Great Pretender  (Buck Ram)

#### Side B
1. パッション - Passion (R. Stewart, Phil Chen, K. Savigar, J. Cregan, Gary Grainger)
2. ダンスは一人じゃ踊れない／リトル・クイニー - She Won't Dance with Me / Little Queenie (R. Stewart, Jorge Ben / C. Berry)
3. 胸につのる想い - You're in My Heart (The Final Acclaim) (R. Stewart)
4. ロック・マイ・プリムソウル - Rock My Plimsoul (Jeffrey Rod)

#### Side C
1. 燃えろ青春 - Young Turks (R. Stewart, Carmine Appice, Duane Hitchings, K. Savigar)
2. 想いつづけて - Guess I'll Always Love You (Bernie Taupin, R. Stewart, Tony Brock, J. Cregan, Jay Davis, Robin LeMesurier, K. Savigar)
3. ガソリン・アレイ - Gasoline Alley (R. Stewart, Ron Wood)
4. マギー・メイ - Maggie May (R. Stewart, Martin Quittenton)
5. ティア・イット・アップ - Tear It Up (Dorsey Burnette, Johnny Burnette)

#### Side D
1. アイム・セクシー - Da Ya Think I'm Sexy? (R. Stewart, C. Appice)
2. セイリング - Sailing (Gavin Sutherland)
3. もう話したくない - I Don't Want to Talk About It (Danny Whitten)
4. ステイ・ウィズ・ミー - Stay with Me (R. Stewart, R. Wood)

### CD
1. ストリッパー - The Stripper (David Rose) - 0:12
2. トゥナイト・アイム・ユアーズ - Tonight I'm Yours (Rod Stewart, Jim Cregan, Kevin Savigar) - 4:01
3. スウィート・リトル・ロックン・ローラー - Sweet Little Rock and Roller (Chuck Berry) - 4:03
4. ホット・レッグス - Hot Legs (R. Stewart) - 4:13
5. 今夜きめよう - Tonight's the Night (Gonna Be Alright) (R. Stewart) - 3:58
6. パッション - Passion (R. Stewart, Phil Chen, K. Savigar, J. Cregan, Gary Grainger) - 5:04
7. ダンスは一人じゃ踊れない／リトル・クイニー - She Won't Dance with Me / Little Queenie (R. Stewart, Jorge Ben / C. Berry) - 4:44
8. 胸につのる想い - You're in My Heart (The Final Acclaim) (R. Stewart) - 4:34
9. ロック・マイ・プリムソウル - Rock My Plimsoul (Jeffrey Rod) - 4:24
10. 燃えろ青春 - Young Turks (R. Stewart, Carmine Appice, Duane Hitchings, K. Savigar) - 5:03
11. ガソリン・アレイ - Gasoline Alley (R. Stewart, Ron Wood) - 2:14
12. マギー・メイ - Maggie May (R. Stewart, Martin Quittenton) - 5:03
13. ティア・イット・アップ - Tear It Up (Dorsey Burnette, Johnny Burnette) - 3:14
14. アイム・セクシー - Da Ya Think I'm Sexy? (R. Stewart, C. Appice) - 5:37
15. セイリング - Sailing (Gavin Sutherland) - 4:27
16. もう話したくない - I Don't Want to Talk About It (Danny Whitten) - 4:28
17. ステイ・ウィズ・ミー - Stay with Me (R. Stewart, R. Wood) - 5:14

## レコーディング・メンバー
- ロッド・スチュワート - ボーカル
- ジム・クリーガン - ギター、バッキング・ボーカル
- ロビン・ル・メシュリエ - ギター、バッキング・ボーカル
- ウォーリー・ストッカー - ギター
- ケヴィン・サヴィガー - ピアノ、オルガン、シンセサイザー
- ジェイ・デイヴィス - ベース、バッキング・ボーカル
- トニー・ブロック - ドラムス、バッキング・ボーカル
- ジミー・ザヴァラ - ハーモニカ、サックス、キーボード

### ゲスト
- キム・カーンズ - ボーカル
- ティナ・ターナー - ボーカル